# ترميذة
ترميدا هي مرتبة دينية في الديانة المندائية, هي المرتبة الدينية الثانية لتسلسل السلم الديني بالديانة الصابئية المندائية التي تكون : اشكندا ، ترميذا ، كنزبرا ، ريش اما ،  وتوجب الديانة المندائية أن يكون الشخص القائم بالطقوس الدينية مثل التعميد المندائي (المصبتّا) ، وشعائر الزواج برتبة ترميذا على الأقل . يوجد حالياً حوالي  30 ترميذا في العالم أجمع.
ومجموع رجال الدين الصابئة في العالم 40 رجل دين .
المراتب الدينية الأخرى لرجال الدين الصابئة هي ريش أما (رئيس الأمة), كنزافرا إضافة للترميذا.

## اقرأ أيضاً
- الكنزافرا دخيل عيدان.
- كنزا ربا.